# Scoglio della Malghera
Scoglio della Malghera (ital. Scoglio = Klippe) oder kurz La Malghera ist die kleinste der fünf Borromäischen Inseln. Sie liegt im Borromäischen Golf des Lago Maggiore etwa auf halbem Wege zwischen den wesentlich größeren Nachbarinseln Isola Bella (190 Meter südöstlich) und Isola dei Pescatori (200 Meter nordwestlich). Sie gehört zur Gemeinde Stresa und liegt gut 700 Meter östlich des westlichen Seeufers.
Die Insel ist 33 Meter lang und bis 22 Meter breit. Die Flächenausdehnung beträgt knapp 600 m². Sie hat einen Kiesstrand im Südwesten, der von Möwen bevölkert ist. Mehr als die Hälfte der Insel ist bewaldet. Die kleine Insel ist unbewohnt und wird nur unregelmäßig von Booten angefahren.